# Óscar Bonfiglio (actor)
Óscar Bonfiglio Ríos (22 de julio de 1959; Ciudad de México, México) es un actor, locutor y creador de elBonfis, personaje de la radio por Internet mexicano que cuenta con más de cuarenta años de trayectoria.

## Biografía
Es hijo de los también actores Óscar Morelli y María Eugenia Ríos, hermano de Andrés (cantante), Gustavo y María Eugenia. Debutó como actor en el teatro en 1974. A partir del 75 incursionó en el doblaje, en la radio ha trabajado en más de cincuenta radionovelas, también ha trabajado como locutor. En la televisión debutó en 1978, desde entonces ha desempeñado una destacada carrera en televisión, en telenovelas como Bianca Vidal, Cuando llega el amor y Que te perdone Dios y luego en el cine. Trabajo en las comedias televisivas "No empujen" y "Derbez en cuando".
Es un destacado actor de teatro, participando en diversas obras como Don Juan Tenorio, La Celestina, Viaje de un largo día hacia la noche y Todos eran mis hijos. 
Se casó con la ceramista y coreógrafa Bárbara Benedetti con quien procreó dos hijos, Brenda y Manolo.

## Trayectoria

### Telenovelas
- Monteverde (2025) - Manuel Toro
- Perdona nuestros pecados (2023) - Padre Reynaldo
- S.O.S Me estoy enamorando (2021) - Miguel
- Te doy la vida (2020) - Domingo Garrido
- Ringo (2019) - Manuel Ochoa
- Por amar sin ley (2018) - Octavio Guzmán
- Muy padres (2017-2018) - Javier
- Vino el amor (2016-2017) - Adolfo Ballesteros
- Simplemente María (2015-2016) - Duarte
- Que te perdone Dios (2015) - Marcelino Escalante
- La tempestad (2013) - Enrique
- Amores verdaderos (2013) - Dr. Ravel
- Un refugio para el amor (2012) - Padre Honesto
- Teresa (2010-2011) - Dr. Héctor Alcázar
- Código postal (2006-2007) - Santiago Archundia
- Sueños y caramelos (2005) - Carlo
- CLAP...El Lugar de tus sueños (2003-2004) - Sergio
- Amor real (2003) - Sixto Valdez
- Carita de angel (2000-2001) - Agustín
- El privilegio de amar (1998-1999) - Fernando Bernal
- Alguna vez tendremos alas (1997) - Padre Miguel
- Canción de amor (1996)
- La antorcha encendida (1996) - Guadalupe Victoria
- María la del barrio (1995) - Chito
- El vuelo del águila (1994) - Gustavo A. Madero
- Imperio de cristal (1994) - Germán Samaniego
- Entre la vida y la muerte (1993) - Lic. García
- Carrusel de las Américas (1992)
- La fuerza del amor (1990-1991) - Héctor
- Cuando llega el amor (1989-1990) - Pablo
- Lo blanco y lo negro (1989) - Javier Bautista
- Aprendiendo a vivir (1984) - Juan Manuel
- La fiera (1983) - Frankenstein
- Bianca Vidal (1982) - Patudo
- Colorina (1980)
- Los ricos también lloran (1979) - Sebastián

### Programas
- Como dice el dicho (2011-2023) - Varios episodios
- La rosa de Guadalupe (2011-2023) - Varios episodios
- El Pantera (2007) - Teniente Godínez
- Mujer, casos de la vida real (1997-2004)
- Soltero en el aire (1984)
- Los Pardaillan (1981) - Carlos IX

### Cine
- Frozen II (2019) - Rey Runeard (Voz)
- Héroes verdaderos (2010) - Hermenegildo Galeana (voz)
- La espada mágica: La leyenda de Camelot (1998) - Rey Arturo (Voz y canciones)
- Danik, el viajero del tiempo (1996) - El ingeniero
- El triste juego del amor (1993) - Manuel Bracho
- Soy libre (1992)
- Ellos trajeron la violencia (1990)
- Comando de federales (1990) - Perro
- El garañon (1989)
- La pachanga (1981) - Chacho

### Teatro
- Don Juan Tenorio
- La Celestina
- Viaje de un largo día hacia la noche
- Todos eran mis hijos